# Calle Madre de Dios (Sevilla)
La calle Madre de Dios es una vía pública de la ciudad española de Sevilla.

## Descripción
La vía nace de la confluencia de la calle Federico Rubio con Fabiola, donde conecta con Aire, y discurre hasta llegar a San José. Debe el título al convento de Madre de Dios. Aparece descrita en la Noticia histórica del origen de los nombres de las calles de esta ciudad de Sevilla (1839) de Félix González de León con las siguientes palabras:

Calle de Madre de Dios. Se halla en el cuartel B. y en la parroquia de san Nicolas: toma el nombre del Monasterio de monjas Dominicas, con advocacion de Madre Dios, situado en ella. Este convento tuvo su fundacion el año de 1476 por Isabel Ruiz Esquivel, viuda de Juan Sanchez Huerte, alcalde mayor de Sevilla, en el hospital de san Cristobal, que estaba situado junto á la puerta de Triana á la entrada de la Pajería la primera casa á la izquierda; el cual se lo domó à las primeras monjas, una hermandad que en él habia. Aquí las visitaba con frecuencia la Reina católica doña Isabel, y aqui permanecieron hasta el año de 1485, en que por las grandes avenidas del rio, se arruinaron muchos edificios, siendo uno de estos el dicho hospital que servia de convento; de modo que fué necesario sacar de él las monjas. Mas no he averiguado á donde fueron á parar hasta el año siguiente de 1436, que la referida Reina doña Isabel, les adjudicó unas casas principales que habían sido confiscadas á judaizantes en el sitio donde ahora está el convento; el cual labraron como hoy permanece. Su esterior nada ofrece que observar, su portada es de piedra basta, y en el segundo cuerpo hay un medallon de relieve con la virgen del Rosario, y santo Domingo. Frontero de este templo, en una casa principal que tiene portada de mármol, se instaló el hospicio para los pobres mendigos el dia 24 de Julio de 1831, y aquí permaneció hasta el dia 14 de setiembre de 1836, que se trasladó al convento que fué de san Gerónimo, donde estuvo hasta el año de 1838 que se pasó el convento de santa Isabel, donde existe. La calle es medianamente ancha, pasa desde la parroquia de san Nicolas, al convento de san José.
(González de León, 1839, pp. 351-352)